# Семёнов, Виктор Николаевич (авиаконструктор)
Виктор Николаевич Семёнов (ок. 1910 — не ранее 1976) — советский авиаконструктор, лауреат Ленинской премии.
С сентября 1935 г. работал конструктором в ОКБ Ильюшина, которое в разное время носило различные названия (первоначальное — Опытное конструкторское бюро Московского авиазавода № 39 им. В. Р. Менжинского). В 1949—1959 гг. ведущий конструктор, начальник бригады шасси, с 1959 г. начальник КБ-2.
Конструктор шасси и систем управления самолётов КБ Ильюшина вплоть до «Ил-86».
Лауреат Ленинской премии 1960 года (в составе авторского коллектива) — за разработку и создание пассажирского самолёта Ил-18.
Награждён орденами Трудового Красного Знамени (25.11.1941), «Знак Почёта» (21.06.1943), Красной Звезды (02.07.1945).